# Motonobu Tako
Motonobu Tako (Shizuoka, 22 april 1972) is een voormalig Japans voetballer.

## Carrière
Motonobu Tako speelde tussen 1995 en 1996 voor Avispa Fukuoka.

## Statistieken
| Japan   | Japan          | Japan           | League | League | Emperor's Cup | Emperor's Cup | J-League Cup | J-League Cup | Totaal | Totaal |
| Seizoen | Club           | League          | Wed.   | Goals  | Wed.          | Goals         | Wed.         | Goals        | Wed.   | Goals  |
| ------- | -------------- | --------------- | ------ | ------ | ------------- | ------------- | ------------ | ------------ | ------ | ------ |
| 1995    | Fukuoka Blux   | Football League |        |        |               |               |              |              |        |        |
| 1996    | Avispa Fukuoka | J. League 1     | 3      | 0      | 0             | 0             | 2            | 0            | 5      | 0      |
| Totaal  | Totaal         | Totaal          | 3      | 0      | 0             | 0             | 2            | 0            | 5      | 0      |